# Grimmia involucrata
Grimmia involucrata är en bladmossart som beskrevs av Jules Cardot 1909. Grimmia involucrata ingår i släktet grimmior, och familjen Grimmiaceae. Inga underarter finns listade i Catalogue of Life.